# ОШ „19. април” Дервента
Основна школа „19. април“ основана је 1978. године као трећа школа у граду (данас је једна од двије постојеће основне школе). Изграђена је у акцији: “Хиљаду школа у БиХ“. Назив је добила по дану ослобођења Дервенте у Другом свјетском рату и није га мијењала од свог оснивања.
Осим градске централне деветоразредне школе, постоји и деветоразредна подручна школа у Агићима, као и петоразредне подручне школе у Мишковцима , Трстенцима и Кострешу. Прије рата постојале су и подручне школе у насељима Беглуци и Куљеновци.
Данас школа броји око 650 ученика. Настава се одвија у двије смјене, у првој смјени је предметна настава и дио разредне наставе, а у другој смјени је мањи дио разредне наставе. Све подручне школе раде у првим смјенама.